# Astydameia (Tochter des Pelops)
Astydameia (altgriechisch Ἀστυδάμεια Astydámeia) ist eine Figur der griechischen Mythologie.
Sie ist die Tochter des Pelops. Sie soll mit Alkaios verheiratet gewesen sein und wird als Mutter des Amphitryon und der Anaxo bezeichnet. (Als deren Mütter gelten allerdings auch Hipponome und Laonome).
Nach einer anderen Version ist sie mit Sthenelos, dem Vater des Eurystheus verheiratet.